# Russell Howard
Russell Joseph Howard, född 23 mars 1980 i Bath, Somerset, är en brittisk komiker och programledare.
Howard började uppträda med ståuppkomik medan han studerade ekonomi vid University of the West of England i Bristol.
Howard har har vunnit flera humorpriser, bland annat har han hamnat på Zoo Magazines topp 10-lista över "Englands roligaste komiker 2005", där han hamnade på nummer 2. Han vann "Best Compère" på Chortle-galan 2006. Han var även nominerad för en "if. comedy" för sitt Edinburgh Festival Fringe-nummer Wandering 2006.
År 2004 bad BBC Radio 1 Howard att skriva för och uppträda i deras komediserie The Milk Run. Han var även med i Banter med Andrew Collins och Political Animal för BBC Radio 4.
Han är en del av den fasta panelen i det politiskt satiriska panelprogrammet Mock the Week. Han har även gjort gästspel i 8 out of 10 cats, Would I lie to you?, Live at the Apollo, The Secret Policeman's Ball 2008, Law of the playground och Never Mind the Buzzcocks.
Mellan 2009 och 2015 ledde han egna programmet Russell Howard's Good News på BBC Three och mellan 2017 och 2022 The Russell Howard Hour på Sky One.
Howard bor i London med sin hustru och son.